# SN 1998dl
SN 1998dl – supernowa typu II-P odkryta 2 sierpnia 1998 roku w galaktyce NGC 1084. W momencie odkrycia miała maksymalną jasność 16,00m.